# Cyril Salmon, Baron Salmon
Cyril Barnet Salmon, Baron Salmon, PC (* 28. Dezember 1903; † 7. November 1991) war ein britischer Richter und Life Peer.

## Leben und Karriere
Cyril Salmon wurde am 28. Dezember 1903 in London geboren und entstammt der Unternehmerfamilie Salmon, die von 1887 bis 1978 die Restaurant- und Hotelkette J. Lyons & Co. innehatte. Er besuchte die Mill Hill School und später die University of Cambridge, wo er Rechtswissenschaft studierte. Seine juristische Zulassung erhielt er 1929. Er wurde 1947 in Gravesend zum Recorder ernannt. 1957 wurde er als Richter an den High Court of Justice berufen und zugleich zum Knight Bachelor geschlagen. Ab 1964 gehörte er dem Privy Council an und diente zudem bis 1972 als Lord Justice of Appeal. Am 10. Januar 1972 wurde er zum Life Peer mit dem Titel Baron Salmon, of Sandwich in the County of Kent, ernannt und diente zugleich als Lord of Appeal in Ordinary im House of Lords. 1980 legte er alle Ämter ab, zog sich in den Ruhestand zurück und verstarb schließlich am 7. November 1991 im Alter von 87 Jahren.